# エレーヌ・グリモー
エレーヌ・グリモー（フランス語: Hélène-Rose-Paule Grimaud, 1969年11月7日 - ）は、フランスのピアニスト。

## 経歴
1969年11月7日、フランス南部のエクサンプロヴァンスにユダヤ系の言語学者の家庭に生まれる。7歳でピアノをはじめ、9歳でエクサンプロヴァンスの音楽院に入学、J・クルティエに師事。その後、マルセイユでピエール・バルビゼに師事。1982年、13歳でパリ国立高等音楽院に入学。ピアノをジャック・ルヴィエ、室内楽をジェヌヴィエーヴ・ジョワに学ぶ。
1984年録音デビュー。1985年ラフマニノフのピアノソナタ第2番の録音により、モントルーのディスク大賞を受賞。同年、パリ音楽院研究科に進みジェルジ・シャーンドル、レオン・フライシャーに学ぶ。1986年エクサン・プロヴァンス音楽祭に出演。1987年よりプロのソリストとしてパリで活動に着手し、ダニエル・バレンボイム指揮のパリ管弦楽団と共演。以後、欧米著名管弦楽団に連続的に客演し世界各国で演奏活動。1990年クリーヴランド管弦楽団の招きで北米デビュー、翌年21歳でアメリカ合衆国に移住。2002年にはフランス文化省から芸術文化勲章オフィシエに叙せられ、また同年にはドイツ・グラモフォンと専属契約を結んだ。
フランス人であるが、ドイツ・ロマン派音楽にとりわけ魅了されることを明言している。ラフマニノフ以外のレパートリーは、ベートーヴェン、シューマン、ブラームスのピアノ協奏曲のほか、リヒャルト・シュトラウスの『ブルレスケ』と、ブラームスの後期小品集がある。一方で、フランス近代音楽にさして興味がないことも明言していたが（例外的にラヴェルのピアノ協奏曲ト長調は1990年代に2度の録音がある）、2010年代後半頃からはドビュッシーのピアノ曲をリリースするようになった。またそれと前後して、バッハやリストも最近取り組むようになった。ショパンについては、来日した際にマウリツィオ・ポリーニが演奏しているのを聴きに行き、それをきっかけとして演奏するようになった。
大学で動物生態学を学んでおり、1999年にニューヨーク・ウルフ・センターを設立、ニューヨーク州郊外で野生オオカミの保護活動に取り組むようになる。現在はニューヨークでの生活の一方で動物学を学び、オオカミの生態を研究しながら、その養育を続けている。共感覚の持ち主としても知られる。著書に『野生のしらべ』（北代美和子訳：ランダムハウス講談社、ISBN 4270000163）がある。

## ディスコグラフィー

### CD
- ラフマニノフ：ピアノ・ソナタ第2番、練習曲集「音の絵」、前奏曲変ロ短調、前奏曲嬰ト短調（DENON、1985年）
- ショパン：バラード第1番、リスト：ダンテ・ソナタ、シューマン：ピアノ・ソナタ第1番（DENON、1987年）
- シューマン：クライスレリアーナ、ブラームス：ピアノ・ソナタ第2番（DENON、1988年）
- ブラームス：ピアノ・ソナタ第3番、6つのピアノ小品（DENON、1991年）
- ラフマニノフ：ピアノ協奏曲第2番、ラヴェル：ピアノ協奏曲（DENON、1992年）－共演 ヘスス・ロペス＝コボス（指揮）、ロイヤル・フィルハーモニー管弦楽団
- ブラームス：幻想曲集、3つの間奏曲、6つのピアノ小品、4つのピアノ小品（Erato、1995年）
- シューマン：ピアノ協奏曲、R.シュトラウス：ブルレスケ（Erato、1995年）－共演 デヴィッド・ジンマン（指揮）、ベルリン・ドイツ交響楽団
- ガーシュウィン：ピアノ協奏曲、ラヴェル：ピアノ協奏曲（Erato、1997年）－共演 デヴィッド・ジンマン（指揮）、ボルティモア交響楽団
- ブラームス：ピアノ協奏曲第1番（TELDEC、1997年）－共演 クルト・ザンデルリンク（指揮）、ベルリン・シュターツカペレ
- ベートーヴェン：ピアノ協奏曲第4番、ピアノ・ソナタ第30番、ピアノ・ソナタ第31番（TELDEC、1999年）－共演 クルト・マズア（指揮）、ニューヨーク・フィルハーモニック
- ラフマニノフ：ピアノ協奏曲第2番、前奏曲嬰ト短調、練習曲集「音の絵」より第1・2・9番（TELDEC、2000年）－共演 ウラディミール・アシュケナージ（指揮）、フィルハーモニア管弦楽団
- 『クレド』コリリアーノ：ファンタジア・オン・オスティナート、ベートーヴェン：ピアノ・ソナタ第17番「テンペスト」、ベートーヴェン：合唱幻想曲、ペルト：クレド、J.S.バッハ：平均律クラヴィーア曲集第1巻から第1番プレリュード（Deutsche Grammophon、2003年）－共演 エサ＝ペッカ・サロネン（指揮）、スウェーデン放送交響楽団、スウェーデン放送合唱団
- ショパン：ピアノ・ソナタ第2番、ラフマニノフ：ピアノ・ソナタ第2番（Deutsche Grammophon、2004年）
- 『バルトーク：ピアノ協奏曲全集』ピアノ協奏曲第3番（Deutsche Grammophon、2004年）－共演 ピエール・ブーレーズ（指揮）、ロンドン交響楽団　（第1番はクリスティアン・ツィメルマン、第2番はレイフ＝オヴェ・アンスネスが演奏）
- 『リフレクション』シューマン：ピアノ協奏曲、クララ・シューマン：リュッケルトの詩による3つの歌曲、ブラームス：チェロ・ソナタ第1番、ブラームス：2つのラプソディ（Deutsche Grammophon、2005年）－共演 エサ＝ペッカ・サロネン（指揮）、シュターツカペレ・ドレスデン、アンネ・ゾフィー・フォン・オッター（メゾ・ソプラノ）、トルルス・モルク（チェロ）
- ベートーヴェン：ピアノ協奏曲第5番「皇帝」、ピアノ・ソナタ第28番、ピアノ・ソナタ第14番「月光」（Deutsche Grammophon、2007年）－共演 ウラディーミル・ユロフスキ（指揮）、シュターツカペレ・ドレスデン
- 『バッハ・トランスクライブド』J.S.バッハ：前奏曲とフーガ第2・4・6・9・20番、ピアノ協奏曲第1番、前奏曲とフーガ第6番、シャコンヌ（ブゾーニ編）、前奏曲とフーガ イ短調（リスト編）、前奏曲 ホ長調（ラフマニノフ編）（Deutsche Grammophon、2008年）－共演 ドイツ・カンマーフィルハーモニー・ブレーメン
- 『レゾナンス』モーツァルト：ピアノ・ソナタ第8番、ベルク：ピアノ・ソナタ、リスト：ピアノ・ソナタ、バルトーク：ルーマニア民族舞曲（Deutsche Grammophon、2010年）
- モーツァルト：ピアノ協奏曲第19番、コンサート・アリア「どうしてあなたが忘れられるでしょうか？」、ピアノ協奏曲第23番（Deutsche Grammophon、2011年）－共演 バイエルン放送交響楽団室内管弦楽団、モイツァ・エルトマン（ソプラノ）
- 『デュオ』シューマン：幻想小曲集 作品73、ブラームス：チェロ・ソナタ第1番、ドビュッシー：チェロ・ソナタ、ショスタコーヴィチ：チェロ・ソナタ（Deutsche Grammophon、2012年）－共演 ソル・ガベッタ（チェロ）
- ブラームス：ピアノ協奏曲第1番、ピアノ協奏曲第2番（Deutsche Grammophon、2012年）－共演 アンドリス・ネルソンス（指揮）、ウィーン・フィルハーモニー管弦楽団、バイエルン放送交響楽団
- 『ウォーター』水をテーマとした音楽と自然を繋ぐコンセプト・アルバム[4]（Deutsche Grammophon、2016年）
- 『メモリー』シルヴェストロフ：バガテル第1・2番、ドビュッシー：アラベスク第1番、サティ：グノシェンヌ第1・4番、ショパン：ノクターン第19番、サティ：ジムノペディ第1番　他（Deutsche Grammophon、2017年）
- 『メッセンジャー』モーツァルト：幻想曲、モーツァルト：ピアノ協奏曲第20番、シルヴェストロフ：使者、シルヴェストロフ：2つのディアローグとあとがき（Deutsche Grammophon、2020年）－共演 カメラータ・ザルツブルク
- 『フォー・クララ』シューマン：クライスレリアーナ、ブラームス：3つの間奏曲、ブラームス：9つのリートと歌（Deutsche Grammophon、2022年）－共演 コンスタンティン・クリンメル（バリトン）
- シルヴェストロフ：歌曲集「静寂の歌」（Deutsche Grammophon、2022年）－共演 コンスタンティン・クリンメル（バリトン）

### 配信限定
- 『メモリー・エコー』（Deutsche Grammophon、2019年）

### 映像作品
- 『ピアノ・リサイタル』ブラームス：ピアノ・ソナタ第3番、ベートーヴェン：ピアノ・ソナタ第31番、J.S.バッハ（ブゾーニ編）：シャコンヌ（Kultur、2001年）
- 『エレーヌ・グリモー～オオカミと生きて』（EMI、2008年）－ライナー・モーリッツ監督によるドキュメンタリー
- 『ロシアン・ナイト』ラフマニノフ：ピアノ協奏曲第2番 他（Deutsche Grammophon、2008年）－共演 クラウディオ・アバド（指揮）、ルツェルン祝祭管弦楽団
- ラヴェル：ピアノ協奏曲 他（Euroarts、2009年）－共演 ウラディーミル・ユロフスキ（指揮）、ヨーロッパ室内管弦楽団
- ピアノ・リサイタル『ウッドランド・アンド・ビヨンド』（C Major、2017年）
- モーツァルト：ピアノ協奏曲第20番、シューマン：ピアノ協奏曲 他（C Major、2022年）－共演 カメラータ・ザルツブルク